# Río Dabus

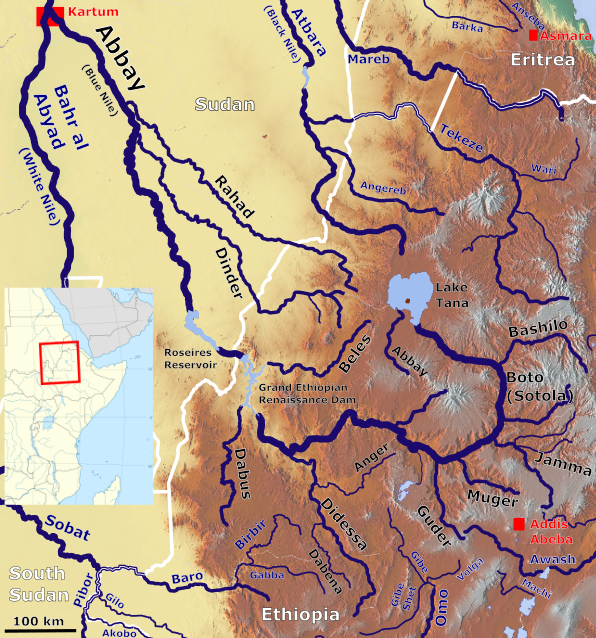
Cuenca del río Abay (Nilo Azul)

El río Dabus es un afluente del río Abay (Nilo Azul) que discurre en dirección norte por el suroeste de Etiopía (se unen en 10°36′38″N 35°8′58″E / 10.61056, 35.14944). El Dabus tiene un área de drenaje de alrededor de 21.032 km².
Este río era antiguamente conocido como Yabus y los locales todavía se refieren a él con este nombre, sin distinguirlo del Yabus de Sudán, que es un afluente del Nilo Blanco. Juan Maria Schuver, un explorador neerlandés, fue el primer europeo que determinó que se trataba de dos ríos diferentes, y en 1882 probó que era falso el rumor de que estos ríos fluían desde el mismo lago de montaña.
El río es importante como límite tanto en términos culturales como políticos. De acuerdo con Dunlop, que exploró la región en 1935, el río es donde «la iglesia cristiana del pueblo Oromo da lugar a la mezquita, y el saludo Oromo a la cortesía musulmana universal: 'Salaam Aleikum'. En contraste con las vestimentas de Oromo y Amhara, que consisten en una camisa con mangas ceñidas, los jodpurs y chamma llevan un gorro blanco, pugaree, una capa que fluye con mangas sueltas y pantalones holgados». En términos políticos, su curso define no sólo una parte del límite entre las regiones de Benishangul-Gumaz y Oromía, sino también de toda la frontera común de las zonas Asosa y Kamashi de la región Benishangul-Gumuz.
El Dabus es una fuente de importancia histórica de extracción de oro, dado que los habitantes locales utilizan la explotación de placeres para recuperar el mineral.